# 1982年香港
|        | 香港歷史 \| 香港歷史年表                                                                                                   |
| 世紀： | 19世紀香港 \| 20世紀香港 \| 21世紀香港                                                                                     |
| 年代： | 1950年代香港 \| 1960年代香港 \| 1970年代香港 \| 1980年代香港 \| 1990年代香港 \| 2000年代香港 \| 2010年代香港               |
| 年份： | 1978年香港 \| 1979年香港 \| 1980年香港 \| 1981年香港 \| 1982年香港 \| 1983年香港 \| 1984年香港 \| 1985年香港 \| 1986年香港 |
| 紀年： | 壬戌年（狗年）、香港開埠141周年、香港重光37周年                                                                            |

## 政府

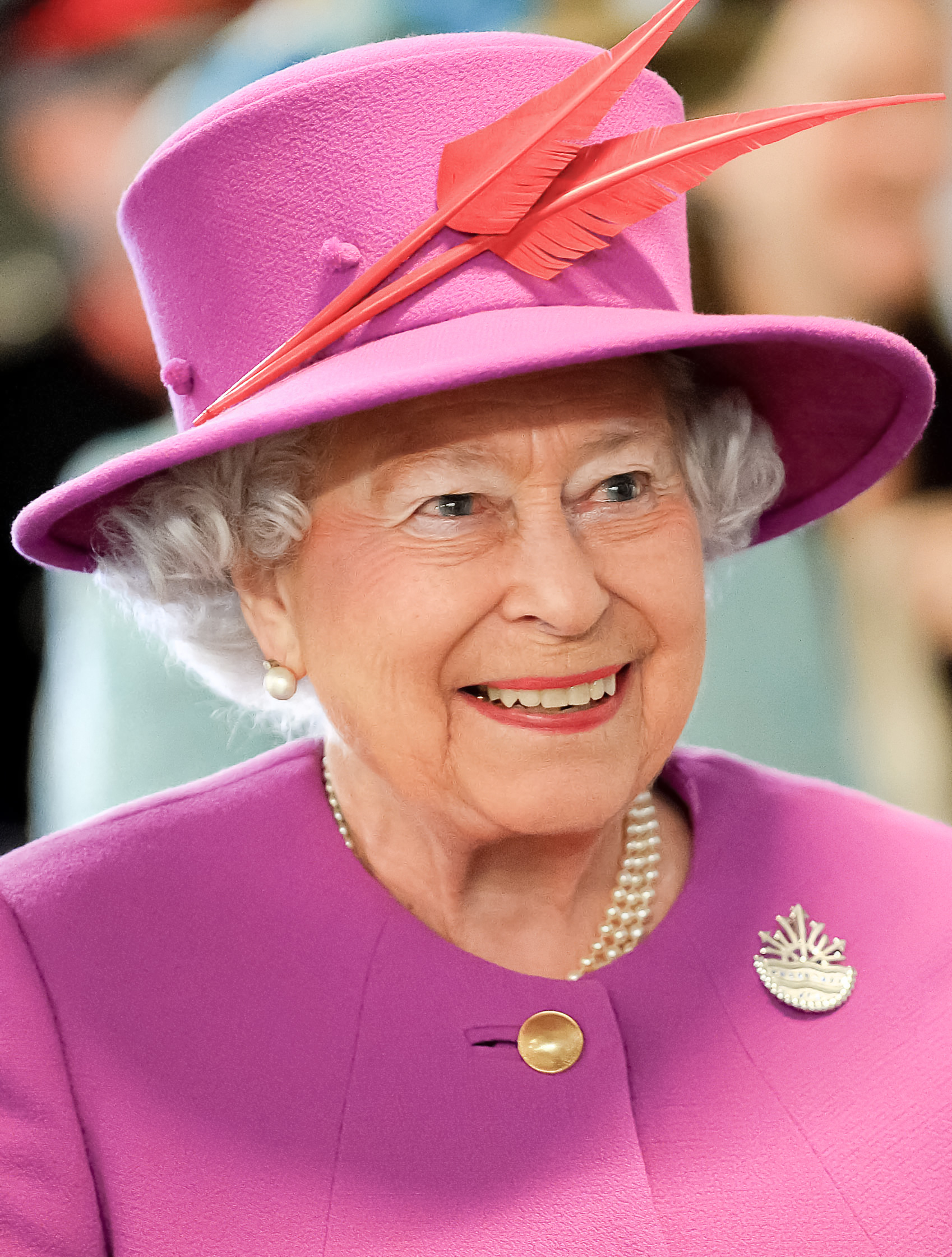
英国君主：伊丽莎白二世

## 大事記

### 1月
- 1月5日：
  - 梅子林綁架案
  - 藍田第三村寮屋區發生四級大火，2死3傷，3,801人無家可歸。[1][2]
- 1月9日，廉政公署接到線報，指分別於1971年11月至1973年3月間落成的葵芳邨出現樓宇結構問題。有見及此，房屋署先後於1983年及1984年對轄下全港公屋中所有樓齡超過五年的公屋進行全面的結構檢查以及石屎強度勘測。（詳見26座問題公屋醜聞）

### 2月
- 2月3日：林過雲殺害夜總會媽媽生陳鳳蘭。
- 2月5日：觀塘物華街十七號地下佰生金行東主被兩名持槍劫匪劫去價值三百萬元金飾。[3]
- 監獄署易名為懲教署。
- 職業訓練局成立。

### 3月
- 3月4日：香港首次舉行新界區議會選舉。
- 3月6日：上海街111號閣樓寶麗髮型屋東主之弟被劫殺[4]。
- 地鐵港島綫首期動工興建。
- 3月12日：香港仔隧道局部通車。
- 香港成立區議會。

### 4月
- 4月1日：亞皆老街寶華閣劫殺案
- 4月17日：凌晨，荃灣曹公坊傳德樓閣樓被縱火，3死4傷，其中一名死者為孕婦。[5]
- 4月26日：中國一架從廣州飛往桂林的中國民航客機，在廣西恭城山撞毀，112人罹難，其中52人為香港人, 包括無綫電視藝人麦大成一家。

### 5月
- 5月6日：九廣鐵路英段首階段的電氣化工程完成，九龍至沙田近郊線電氣化列車正式啟用。
- 5月6日：廣東道榮興祥玉器公司劫殺案1死3傷。[6]
- 5月8日：第25任香港總督麥理浩勛爵卸任，返回英國。
- 5月10日：1979年3月動工之荃灣綫通車。
- 5月17日：西醫林超凡在英皇道的診症室被殺。
- 5月19日：元朗八鄉粉錦公路劫殺案。
- 5月20日
  - 尤德接任第26任香港總督。
  - 東區走廊（太古城至筲箕灣段）動工興建。
- 5月23日：灣仔駱克道一住宅發生命案，少女赤裸被倒吊門上。[7]
- 5月29日
  - 香港在暴雨過後，多處發生山泥傾瀉，是次雨災造成29死50傷。（詳見五二九雨災）
  - 林過雲殺害康樂中心收銀員陳雲潔。

### 6月
- 遠東發展收購麗的電視，並改名為亞洲電視。
- 6月2日：一個龍捲風由流浮山白泥吹往元朗八鄉，造成2人死亡5人受傷。
- 6月3日：長沙灣元洲街廉租屋第四座安安幼稚園被瘋狂殺手李志衡闖入，李狂性大發，51人被砍，其中6人被砍死。此案於1984年審結，兇手李志衡被判永久關押於小欖精神病治療中心，後於約2010年代獲第一階段假釋，轉往青山醫院。

- 6月17日：林過雲殺害夜總會侍應梁秀雲。
- 6月19日：下午2時35分，一輛行走68線的利蘭勝利二型（G298，車牌號碼CL1836）在青山公路—藍地段近青磚圍時，下層車尾電線短路起火，消防到場將火救熄，惟巴士上層及車尾已告嚴重焚毀，幸無人受傷。肇事巴士事後不作修復，提早退役。
- 6月23日：大埔頭村發生倫常兇殺案。[8]
- 6月27日：石澳道一輛小巴越線撞向另一輛小巴，一人死亡。[9]

### 7月
- 7月2日
  - 林過雲殺害學生梁惠心。
  - 批記者在灣仔駱克道採訪一宗關於一間美容院涉及層壓式推銷案時，被20多名身穿西裝男子手持鐵枝、木棍及雨傘襲擊。
- 7月11日：兩艘飛翼船在大嶼山以西海域相撞，釀成4死83傷。

### 8月
- 九巴取消「半直通路線」稱呼。
- 8月3日——九龍城寶城大廈雙屍案。
- 8月17日——殺害4名女性的罪犯林過雲落網。

### 9月
- 中英雙方在北京商討香港前途問題。
- 9月3日：彩雲邨白鳳樓2104室斬岳母案。
- 9月6日：香港謝利源於由於其發行的黃金券擠兌風潮而結業。
- 9月10日：早上八時許，一輛行走37M線巴士抵達葵盛（中）巴士總站時失控撞向石柱，車長雙腳被夾，聚集車門附近準備下車的乘客因衝力過猛而在車內打滾，9名乘客受傷。
- 9月13日：
  - 1名警員於長沙灣警署內吞槍自殺。
  - 1名警員暴斃於警察總部停車塲一部汽車內。[10]
- 9月18日：香港部份團體於維多利亞公園舉行集會，抗議日本文部省篡改歷史教科書中有關日本侵華的內容。團體亦同時呼籲香港市民罷買日貨兩天。
- 9月19日：南華足球隊對寶路華足球隊賽事，有3,000名球迷擾攘2小時，但無人被捕。
- 9月23日：香港首次舉行市區區議會選舉。
- 9月27日：英國首相戴卓爾夫人在北京與趙紫陽展開對話，趙紫陽表示中國政府要收回香港，但不會影響香港繁榮安定。香港恒生指數隨即下跌25點。
- 9月28日：大埔康樂園發生三屍兇殺案。[11]

### 10月
- 10月16日：黃大仙下邨五座六十五號地下金舖被2名賊人持刀槍械劫。[12]
- 10月26日：美元兌港元匯價創1美元兌6.97港元新低。

### 11月
- 11月5日：油塘茶果嶺道45至46號士企業有限公司對開路旁，發現一個藏屍的布袋。
- 11月14日：屯門公路發生巴士翻側意外，一輛行走荃灣地鐵站至屯門安定邨的60M線勝利二型雙層巴士（G440，車牌號碼CV4933）在屯門公路小欖附近失事撞向右邊山坡，全車在路上翻滾兩圈後翻側，一邊車身貼著路面滑行再撞向燈柱，釀成1死109傷，肇事巴士於翌年被除牌。
- 11月20日：全國人大副委員長廖承志接見香港中華廠商聯合會代表時指出，中國政府將不遲於1997年收回香港，並保證1997年後「港人治港」、保持香港安定繁榮及香港市民生活方式不變。

### 12月
- 上水彩園邨入伙，為上水新市鎮日後的發展奠下基礎。
- 12月2日：一架泥頭車在迆灣道下斜時，直衝棋過筲箕灣道，衝落愛秩序街，轉進工廠街，撞到一部私家車停下，讓成4死13傷大車禍[13]。
- 12月16日：一名孕婦被綁架，孕婦被困車尾箱窒息死亡，兇徒更向屍體頭部開兩槍。事發於觀塘順安邨露天停車場，但兇徒停在屋邨高處也看不到的死角行兇。
- 12月23日：荃灣綠楊新邨一幢建築中大廈棚架倒下，5名油漆工人跌下，1死4傷。[14]
- 12月29日：
  - 一輛行走72線的丹拿F型（D662，車牌號碼AD7597）在大埔道近石梨貝水塘轉彎時因閃避對面私家車而急速轉彎，但因地上遺留大量膠珠而導致巴士失控，衝向水塘斜坡，至一棵大樹前停下，巴士事後凌空傾斜於水塘斜坡之上，意外中無人受傷。
  - 薄扶林道慈幼會休息室發生兇案，一名75歲義大利籍老神父被殺，盧萬展神父(1907-1982)頸纏繩索，後腦和前額都有傷痕。

### 節慶
下列節慶，如無註明，均是香港的公眾假期，同時亦是法定假日（俗稱勞工假期）。有 # 號者，不是公眾假期或法定假日（除非適逢星期日或其它假期），但在商業炒作下，市面上有一定節慶氣氛，傳媒亦對其活動有所報導。詳情可參看香港節日與公眾假期。
- 1月1日（星期五）：元旦
- 1月25日（星期一）：農曆年初一
- 1月26日（星期二）：農曆年初二
- 1月27日（星期三）：農曆年初三
- 4月4日（星期日）：兒童節 #
- 4月5日（星期一）：清明節
- 4月9日（星期五）：耶穌受難節（是公眾假期，但不是法定假日）
- 4月10日（星期六）：耶穌受難節翌日（是公眾假期，但不是法定假日）
- 4月12日（星期一）：復活節星期一（是公眾假期，但不是法定假日）
- 4月21日（星期三）：英女皇壽辰（是公眾假期，但不是法定假日）
- 6月25日（星期五）：端午節
- 7月1日（星期四）：7月份第一個周日（是公眾假期，但不是法定假日）
- 8月2日（星期一）：8月份第一個星期一（是公眾假期，但不是法定假日）
- 8月30日（星期一）：8月份最後一個星期一為重光紀念日（是公眾假期，但不是法定假日）
- 10月1日（星期五）：中秋節 #
- 10月2日（星期六）：中秋節翌日
- 10月25日（星期一）：重陽節
- 10月31日（星期日）：萬聖夜 #
- 12月22日（星期三）：冬至（是法定假日，但不是公眾假期，根據法定假日放假的機構，或會聖誕節放假，冬至不放假。部份機構或會提早下班）
- 12月24日（星期五）：平安夜#（不是公眾假期或法定假日，但部份機構或會提早下班或放假一天）
- 12月25日（星期六）：聖誕節（根據法定假日放假的機構，或會冬至放假，聖誕節不放假）
- 12月27日（星期一）：聖誕節後第一個周日（是公眾假期，但不是法定假日）
- 12月31日（星期五）：公曆除夕# （不是公眾假期或法定假日，但部份機構或會提早下班或放假一天）

## 出生人物
- 11月27日、李佳芯，演員